# Miguel Primo de Rivera
Miguel Primo de Rivera (fulde navn: Miguel Primo de Rivera y Orbaneja, 2. Marqués de Estella, født 8. januar 1870 i Jerez de la Frontera (i Cádiz-provinsen, Andalusien), Spanien, død 16. marts 1930 i Paris, Frankrig) var en spansk aristokrat, general og politiker.
Med støtte fra kong Alfons XIII erobrede Primo de Rivera magten i Spanien den 13. september 1923 under et ublodigt statskup. Han var derefter gennem syv år landets diktator, indtil han trak sig fra posten den 28. januar 1930 efter at have mistet opbakning fra først kongen og derefter fra hæren.
Hans søn, José Antonio Primo de Rivera, var en af Spaniens ledende fascister.